# Würdigungspreis des Landes Steiermark für bildende Kunst
Der Würdigungspreis des Landes Steiermark für bildende Kunst wird Künstlerinnen und Künstlern in Anerkennung ihres künstlerischen Gesamtschaffens auf dem Gebiet der bildenden Kunst vom Land Steiermark verliehen. Das Preisgeld beträgt 10.000 Euro, die Zuerkennung erfolgt durch eine Jury. Zu den Jurymitgliedern zählte unter anderem von 1987 bis 1997 Curt Schnecker.

## Preisträger
Von 1970 bis 2002 wurde der Preis jährlich vergeben, ab 2004 erfolgte die Verleihung im Dreijahresrhythmus, seit 2018 im Zweijahresrhythmus. 2003 wurde kein Preis vergeben.
- 1970 Fritz Silberbauer
- 1971 Norbertine Bresslern-Roth
- 1972 Alfred Wickenburg
- 1973 Rudolf Szyszkowitz
- 1974 Hans Fronius
- 1975 Vevean Oviette
- 1976 Rudolf Pointner
- 1977 Gottfried Fabian
- 1978 Friedrich Aduatz
- 1979 Alexander Silveri
- 1980 Günter Waldorf
- 1981 Friedrich Hartlauer
- 1982 Hannes Schwarz
- 1983 Josef Pillhofer
- 1984 Elga Maly
- 1985 Walter Ritter
- 1986 Wolfgang Hollegha
- 1987 Gerhardt Moswitzer
- 1988 Adolf Osterider
- 1989 Franz Xaver Ölzant
- 1990 Heinrich J. Pölzl
- 1991 Luis Sammer
- 1992 Günter Brus
- 1993 Franz Ringel
- 1994 Drago Prelog
- 1995 Richard Kriesche
- 1996 Fritz Panzer
- 1997 Peter Pongratz
- 1998 Gustav Troger
- 1999 Gerhard Lojen
- 2000 Ingeborg Strobl
- 2001 Siegfried Neuburg
- 2002 Wolfgang Herzig
- 2004 Jörg Schlick
- 2007 Jorrit Tornquist
- 2009 Hartmut Skerbisch (posthum)
- 2012 Peter Gerwin Hoffmann[4]
- 2015 Erwin Wurm[5]
- 2018 Sonja Gangl[6]
- 2020 Anita Leisz[7]
- 2022 Franz Kapfer[8]